# Megalopsalis turneri
Megalopsalis turneri is een hooiwagen uit de familie Monoscutidae.